# Ricard Olsen
Ricard Olsen (død 17. september 2020) var en professionel boksetræner i CIK Boksning.
Ricard Olsen var far til den tidligere professionelle bokser Frank Olsen og var også hans træner. Han var Mikkel Kesslers tidligere personlige træner fra han var 13 år. Samarbejdet ophørte, og den amerikanske træner Jimmy Montoya overtog, da Kessler tabte sin kamp til Andre Ward i Super Six World Boxing Classic-kampen den 21. november 2009. 
Ricard Olsen var desuden været mangeårig træner for den danske professionelle bokser Abdul Khattab og dennes brødre i CIK.
Olsen døde 17. september 2020, 72 år gammel, efter længere tids sygdom.